# François Villon
François Villon (ejtsd: franszoá vijjon), eredeti nevén: François de Montcorbier  (Párizs, 1431 vagy 1432 – eltűnt 1463-ban), a középkor végének, a reneszánsz virágkorának világszerte legismertebb, legnépszerűbb és legszubjektívebb francia költője. Szegény, földműves családból származott, de születésének pontos kelte nem ismert, miként halálának időpontja sem. Egy bírósági ítélet értelmében 1463. január 8-án el kellett hagynia Párizst, ezt követően nyoma veszett.
Vele kapcsolatban rendkívül kevés forrás maradt fenn; mindössze hat, bírósági ítéletekkel kapcsolatos adminisztratív jellegű dokumentum áll rendelkezésre, valamint saját költeményei. Éppen ezért gondosan meg kell különböztetni a nagy valószínűséggel megalapozott tényeket a villoni legendától, amelyhez műveivel önmaga is nagyban hozzájárult. Költészetében a líra formai elemeit felhasználó, de témaválasztásában inkább a dolgok fonákját bemutató balladái és zsargonban írt versei hűen tükrözik magát a kort, a művelt költő hányatott, bűnös életét és mély vallásosságát. A későbbi romantikus szerzők benne látták az „elátkozott költők” előfutárát.
Villon nem újított akkorát kora költészetének formáján, mint inkább a középkori költészet témáinak kezelési módján, amiket nagyon jól ismert, és amelyeket saját személyiségével színesített. Így aztán éppen az ellenkezőjét kölcsönözte a lovagi költészet lényegéből, megfordította az elfogadott értékrendet azzal, hogy akasztófára ítélt csavargókat ünnepelt, szándékosan alkalmazta a burleszkbe vagy bujaságba hajló leírásokat, több nyelvi újítást hajtott végre és nevéhez kötik a „Hol van már a tavalyi hó” szállóigét. A főművének tekintett Testamentum (1461–1462) az 1456-ban írt, Kis Testamentumnak is nevezett Hagyaték egyenes folytatásaként értelmezhető. Ez a 2023 sor hosszúságú vers tele van a halál és a kiúttalanság miatti aggodalommal, valamint koráról alkotott képének, a keserű gúnynak, a kifakadásoknak és a hitbuzgóságnak sajátságos kétértelműséggel megfogalmazott keverékével. Ez a színes elegy teszi Villon életművét patetikusan őszintévé és emeli őt elődei fölé.

## Életrajza
François Villonnal kapcsolatban rendkívül kevés forrás maradt fenn; mindössze hat, bírósági ítéletekkel kapcsolatos adminisztratív jellegű dokumentum áll rendelkezésre, valamint saját költeményei. Éppen ezért gondosan meg kell különböztetni a nagy valószínűséggel megalapozott tényeket a villoni legendától, amelyhez műveivel önmaga is nagyban hozzájárult.

### A tények

#### Ifjúsága
Születésének pontos kelte nem ismert, még az évszám is bizonytalan – részben azért, mert időközben naptárreform történt. Születése idején Franciaország angol megszállás alatt állt. Szegény, földműves családból származott. Apai részről korán árva maradt, írástudatlan, dolgos édesanyja – egyes feljegyzések szerint – 1461-ben még élt. Ma sem kellően tisztázott okokból fiát „a több mint apára”, Guillaume de Villon kanonokra, egy ma már nem létező párizsi kápolna lelkészére bízta, aki leérettségiztette, majd művészeti karra íratta be, hogy privilegizált helyet kaphasson a klérusban. 1452-ben mesteri (Magister / Maître) fokozatot szerzett az ekkor már háborgó Sorbonne-on, ahol a túl nagy számban tanuló és végző hallgatók valóságos nyomorban éltek. 1451 és 1453 között a diáklázadások megsokszorozódtak, rendszeressé váltak az összecsapások a rendőrökkel. A zavargások mögött az egyetem és a király vitája húzódott meg; végül a tanárok hosszan tartó sztrájkja miatt VII. Károly egyszerűen felfüggesztette, és semmisnek nyilvánította az 1453. és 1454. évi kurzusokat. Villon elhanyagolta tanulmányait, s kalandozásokra adta fejét: állandó vendége a borospincéknek és az örömlányoknak. Később a Testamentumban sajnálattal meséli el ezt az időszakot:
| Mais quoy ! je fuyoië l’escolle Comme fait le mauvaiz enffant En escripvant cette parolle A peu que le cueur ne me fent ! | De míg más ült az iskolában, Kerültem én, komisz gyerek… Míg ezt leírom: bánatában Szívem majd hogy meg nem reped. |

Ezt követően a költő megtapasztalhatta a százéves háború minden következményét: a brutalitást, az éhséget és a járványokat.

#### Első művei és első gaztettei
1455-ben verekedésbe keveredett és halálosan megsebesítette Philippe Sermoise atyát, aki valószínűleg szerelmi riválisa volt, vagy egy másik rangját vesztett klérustag. Támadója őt magát is megsebesítette a száján, egy borbély ápolta, de sürgősen menekülnie kellett Párizsból. A klérusban betöltött státuszának, illetve addigi kifogástalan magatartásának köszönhetően, valamint annak, hogy halálos ágyán Sermoise megbocsátott neki, 1456 januárjában feloldozó leveleket kapott. Még annak az évnek karácsony éjjelén betöréses lopásban vett részt a párizsi Navarre Kollégiumban.
Villonnak menekülnie kellett a fővárosból, annál is inkább, mert Guy Tabarie, egy túlságosan beszédes cinkostársa, akit tizenhárom hónappal később, 1458-ban elfogtak, kínvallatás hatására mindent elmondott a betörésről, alaposan bemártva a költőt. Mielőtt elmenekült volna, 1457 első napjaiban Villon befejezte Hagyaték (Le Lais) című költeményét, barátainak szánt búcsúajándékát, melyben bejelentette, hogy Angers-be megy („Agyő! Angers-be indulok”). Ezt az információt Guy Tabarie is megerősítette a rendőrségnek, hozzátéve, hogy Villon tervbe vette, hogy meglopja „egy nagybátyját is, aki egyházfi”. Ekkor nyoma veszett; azt sem tudni, hogy valóban megérkezett-e Angers-be, azonban kétségkívül a Loire-mentén kóborolt.

#### Charles d’Orléans udvarában

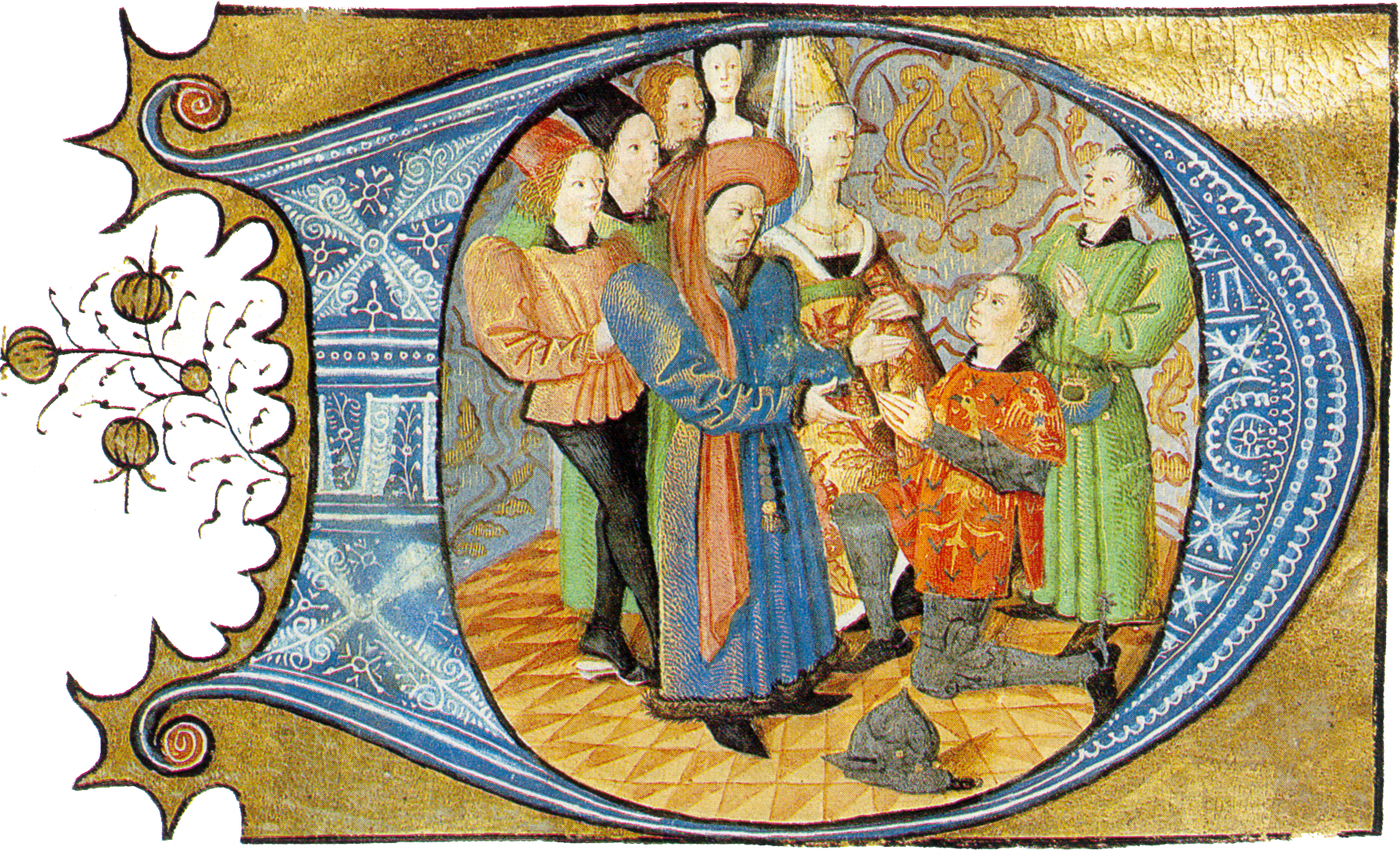
Charles d’Orléans egy vazallusa hódolatát fogadja udvaroncai körében

Blois-ban tűnt fel, feltehetőleg már 1457 decemberében, Charles d’Orléans (magyarosan Orléans-i Károly), a költői vénákkal bíró herceg, a későbbi XII. Lajos apjának udvarában. Charles kéziratában, amelyben saját és udvaroncai verseit gyűjtötte, több, Villon által aláírt, vélhetően saját kézírásával bejegyzett vers található, melyek Charles és Marie de Clèves lányának, az 1457. december 19-én született Marie d’Orléans születését ünnepelték. Ez a kézirat tartalmazza a Villon éneke a Blois-ban hirdetett költői versenyre című költeményt is, amely több költő hat verséből álló verssorozatának harmadik darabja, és amelynek kezdete: „Szomjan halok a forrás vize mellett”.
Az utolsó Villon-vers Charles d’Orléans kéziratában a A börtönből szabadult Villon Orléans-i Mária születése napjára szerzett hálaadó éneke III., amelyet a „verseny” költeményei közé, közvetlenül a Villon éneke a Blois-ban hirdetett költői versenyre után illesztettek be. A vers válasz a kézirat két francia-latin nyelven írt verses párbeszédére maga Charles és egyik kegyeltje, Fredet között. Ez a vers – mint azt később kimutatták – szabályos támadás Fredet ellen. Villon e tettéért dorgálást kapott Charles-tól, s a kézirat következő lapján – anélkül, hogy nevén neveznék – két énekben is hazugnak, törtető karrieristának titulálták. Nagyon valószínű, hogy ez után az incidens után sürgősen elhagyta Blois kastélyát.
1458 októberében-novemberében – kihasználva Charles vendôme-i utazását, hogy részt vegyen veje, II. Jean d’Alençon ellen felségárulás miatt folytatott peren – Villon megkísérelte felvenni a kapcsolatot mecénásával, azonban igyekezete nem jár sikerrel. Eljuttatta ugyan Bölcs mondások éneke és Kérdések kérdése című verseit Charles-nak, azonban többé nem fogadták az udvarban.

#### A hanyatlástól a legendáig
1461 nyara – eddig ismeretlen okokból – ismét a „Mehun-i kemény börtön” (Meung-sur-Loire) rácsai mögött találja, ahol minden valószínűség szerint a Levél a börtönből és a Disputa Villon teste és szíve között című költeményeit írta. Néhány hónap múlva, Charles d’Orléans társaságában odalátogató XI. Lajosnak köszönhetően kiszabadult, azonban időközben elbocsátották a klérusban viselt hivatalából. Annak érdekében, hogy felhívja magára a király figyelmét, megírta Ének azok ellen, kik a Frank Királyságra fenekednek című költeményét, valamint a Levél Bourbon hercegéhez címűt, amit – az elterjedt hiedelemmel ellentétben – nem II. Jean de Bourbonnak, hanem minden valószínűséggel Charles d’Orléans-nak címzett. Mivel mind a király, mind pedig a herceg részéről elutasításban részesült, visszatért Párizsba, remélvén, hogy számkivetettségben töltött hosszú távolléte után elfeledik tetteit.
Kétséget kizáróan Párizsba történt visszatérésekor írta Ének, avagy jó tanács című versét, melyben önmagát megtért bűnözőként mutatja be, majd a A Sors intése Villonhoz címűt, amelyben – úgy tűnik – óriási csalódottságának adott hangot amiatt, hogy a maradi gondolkodású társadalom nem akarja őt visszafogadni.
Visszasüllyedve a párizsi alvilágba, 1461 végén kezdte megírni mesterművét a Testamentum-ot, amelynek egyes énekei minden bizonnyal már jóval korábban megszülettek. Ekkor, 1462-ben keletkeztek zsargonban írt énekei is.
1462. november 2-án egy kisebb lopás miatt Villont ismét letartóztatták. Ekkor elszámoltatták a Navarre Kollégiumi ügye miatt is. Annak ígérete fejében, hogy megtéríti a kár ráeső részét, az akkor jelentős összegnek számító 120 fontot, szabadon engedték. Szabadsága azonban rövid ideig tartott, mivel még annak a hónapnak végén verekedésbe keveredett, melynek során megsebezte Ferrebouc mestert, a korábban Guy Tabarie kihallgatásában is aktív szerepet játszó pápai nótáriust. Valószínűleg barátja, Robin Dogis provokálta a papnövendékeket, Villon csak szét akarta választani őket. Ennek ellenére másnap letartóztatták és a Châtelet-be zárták. Ez alkalommal nem kerülhette el az igazságszolgáltatást: elbocsátották írnoki állásából, az akkori szokások szerint kínvallatásnak vetették alá, majd – mivel minden áron meg akartak szabadulni a visszaeső bűnözőtől – akasztófára ítélték.
A tömlöcben várva a párizsi királyi bíróság fellebbezésében hozott döntését, megírta híressé vált Négysoros versezetét, valamint gyásziratát Epitaphium, melyet Villon szerzett magának és társainak, midőn akasztásukat várták címmel, melynek ma sem tudni pontosan a keltét, azonban a belőle áradó félelem és remény miatt ezt az időpontot valószínűsítik.
Villonnak ismét szerencséje volt: 1463. január 5-én a büntetést megváltoztatták, és tíz évre kitiltották a városból. Ekkor írta meg gúnyversét Üzenet Garnier börtönparancsnok úrnak a sikeres föllebbezés után címmel, valamint utolsó ismert, parodisztikus hangvitelű, dagályos Hálaadó ének a felséges kúriához című költeményét, melyben „…Villon, ki indul messzi tájra, három nap haladékot kér végső búcsúzásra…”.
Az ítélet szerint január 8-án kellett elhagynia Párizst. Ezt követően nyoma veszett, és csak legendája követhető nyomon.

### Villon legendája
A fenti néhány ellenőrizhető és igazolható tényen túl, Villon életének többi része csupán költeményein alapuló feltételezés, mivel azokat egyfajta önéletrajzként fogalmazta meg. Ugyanakkor látni kell, hogy azokat minden valószínűség szerint kiszínezte – hol örömtelire, hol pedig fekete-fehérre – attól függően, hogy éppen mit kívánt meg költői vagy túlélési stratégiája.

#### „Francia vagyok…”
Még neve sem biztos. A Villon nevet gyámjától vette kölcsön, művei aláírására. A Sermoise-afférral kapcsolatos iratokban előbb úgy mutatták be, mint „Françoys des Loges más néven Villon” majd születéskor regisztrált nevén: „Françoys de Monterbier”. Az egyetem művészeti karának névmutatójában viszont egyetlen Monterbier sem szerepel, viszont van egy „Françoys de Montcorbier” – vélhetően elírásról van szó.

#### „Bűn nyomja lelkem, jól tudom”

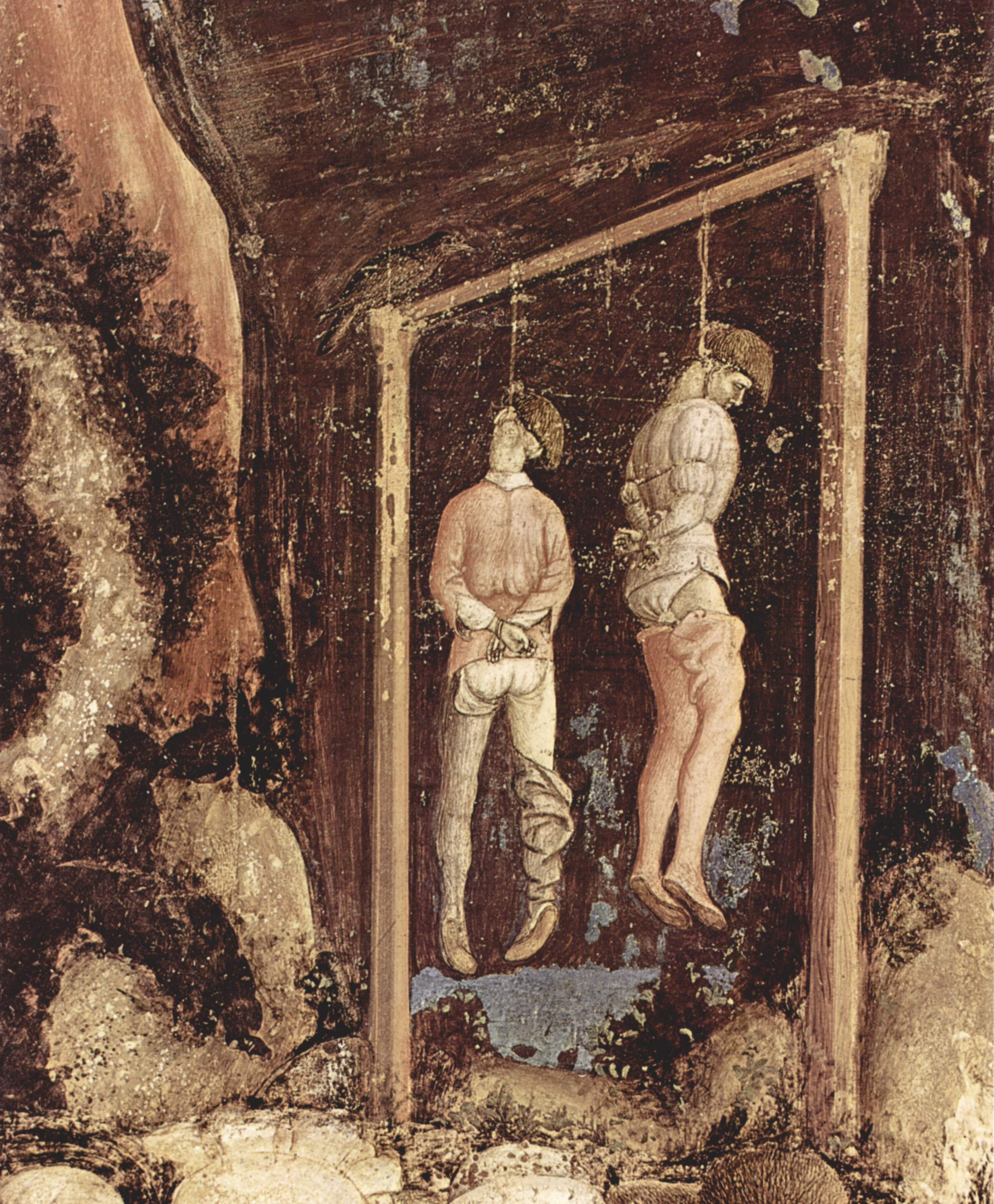
A veronai Sant' Anastasia templom freskója

A jogi ügyek ismeretében, szinte biztos, hogy Villon valóban érintve volt minden terhére rótt bűncselekményben, és nem csak olyan mértékben, ahogyan azok írásaiban védekezésül vagy elkenés végett szerepelnek.
A Hagyaték 1456 karácsonyának (a Navarrai Kollégiumi betörés napjának) felidézésével fejeződik be, amikor is Villon hirtelen önkívületi állapotba került:
| Ce faisant, je m'entroubliay Non pas par force de vin boire Mon esprit comme lyé | Elrévült szellemem, pedig Nem ittam egy korty bort se ma: Zsibbadt a gúzsolt elme… |

ami arra ösztökélte, hogy az éjszakát e költemény megírásával töltse. Kilenc órakor egy harang hangjától magához térve imádkozott – tintája befagyott, gyertyája pedig csonkig égett, valószínűleg annyira kimerült, hogy elaludt. Villon mindezt praktikus alibiként adja elő a betörés idejére…
Nem tudni az okát a Meung-sur-Loire-i bebörtönzésének sem. André Burger francia irodalomtörténész eléggé elterjedt, de nem igazán meggyőző feltételezése szerint, miután Villon otthagyta a blois-i kastélyt, világi papoknak tiltott tevékenységbe fogott: egy csepűrágó társulat tagja lett. Vélhetően letartóztatták, Thibault d’Aussigny orléans-i püspök pedig megfosztotta írnoki rangjától. Márpedig normális esetben ezt a hivatalvesztést – mely mélyen érintette a költőt – csak az az egyházi szerv mondhatta volna ki, amelyik kinevezte; jelen esetben a párizsi püspök. Ez lehet a magyarázata annak, hogy Thibault d’Aussignyvel kapcsolatban Villon igazságtalanságról beszél a „Testamentum” első versszakában:
| S'esvesque il est signant les rues Qu'il soit le mien je le regny ! | Áldást oszt úton-útfélen De még attól nem püspököm! |

Burger a valószínűleg börtönben írt Levél a börtönből költemény szó szerinti olvasatára támaszkodik, miszerint Villon „táncosokat, akrobatákat, vidám költőket” hív segítségül. Gert Pinkernell német irodalomtörténész a maga részéről úgy véli, hogy ebben a felhívásban inkább egyfajta rejtett szövegről van szó, mivel Villon a verset valójában Thibault d’Aussignynek és Charles d’Orléans-nak címezte (kizárólag ők tudták volna szabadlábra helyeztetni őt), és a költő csak azért mondja magát csepűrágók közé tartozónak, hogy rejtse egy bűnözői körhöz, nevezetesen a Kagylósokhoz való tartozását. Továbbra is kérdés marad azonban, hogy miért vesztette hivatalát Villon Blois elhagyása és Párizsba történt visszatérése közötti bolyongás során.

#### „Kagylósok, tartsátok magatok távol a bitótól”
Zsargonban írt egyik énekében Villon így figyelmeztet: „Coquillards, rebecquez-vous de la montjoye”, ami körülbelül annyit tesz: „Kagylósok, tartsátok magatok távol a bitótól”.
François Villon személye körüli egyik rejtély, hogy valóban tagja volt-e a Kagylósok bandájának, amely Franciaország északi részén tevékenykedett a 15. század 40-es, 50-es és 60-as éveiben. A tolvajok Santiago de Compostela-i zarándokoknak adták ki magukat, s a Szent Jakab-út jelképét, a fésűskagylót viselték nyakukban. Az biztos, hogy a költő gyakran találkozott a csoport egyes tagjaival, többek között egy gyermekkori barátjával, akit még nevelőapja parókiájáról ismert, illetve egy másik személlyel, egy híres lakatos fiával, aki ugyancsak részt vett a Navarre Kollégiumi betörésben, és akik mind egy korabeli hírhedt Párizs környéki bitófán végezték (gibet de Montfaucon). Sőt az a tény, hogy nem tudni pontosan, mi is történt valójában a költővel Blois-ba menet, illetve az onnan való távozása után, valamint Párizsból történt végleges kitiltását követően, az ismertnél kalandosabb sors is elképzelhető. Végül is Villon vélhetően a Testamentum után megírt legalább tizenegy zsargon nyelvezetű költeményt, melyekben beavatottnak tűnően beszél a Kagylósokról. Noha nincs biztos válasz arra a kérdésre, hogy a bandához tartozott-e, a legvalószínűbb feltételezés, hogy igen, annak ellenére, hogy napjaink történészei és szövegelemzői bizonytalanok e kérdésben – zavarba ejti őket a bűnöző Villon gondolata…

#### Útvonala
Gyakran felidézik: a Villon által bejárt útvonal, a fentebb már említett helységek kivételével (Párizs és a környező települések, Blois, Vendôme és Meung-sur-Loire), teljes egészében ismeretlen. Ennek ellenére gyakran feltételezik, hogy ebben vagy abban a városban is járt (pontosabban ezt olvassák ki verseiből, példának okáért: Boulogne, L’Isle-en-Flandres, Douay stb.), azonban e városok – és még néhány kétséges, mint például Angers – esetében a hivatkozások inkább reklám- és turisztikai szakemberektől származnak, mint történészektől vagy szövegelemzőktől. A szóban forgó városok valójában csak alibiként használják fel a költő szavait.

#### Eltűnése
Ami Villon életét illetően az emberek fantáziáját mindig is megmozgatta, az a Párizsból történt távozása utáni hirtelen és végleges eltűnése 1463-ban. Csatlakozott a Kagylósokhoz? Rendes munkát találva „beállt a sorba”, s lehet, hogy folytatta a versírást? Nyomorba süllyedt, s koldusbotra jutott? Mennyi ideig élt még? Néhány hónapot? Hosszú éveket? Vagy a korábbi ügyei miatt eltették láb alól? E kérdések minden bizonnyal megválaszolatlanok maradnak, mivel 1463 utáni időszakról nem rendelkezünk se dokumentumokkal alátámasztott, se irodalmi forrással. Ez a talány nagyban hozzájárult Villon legendájának kialakulásához.

## Életműve

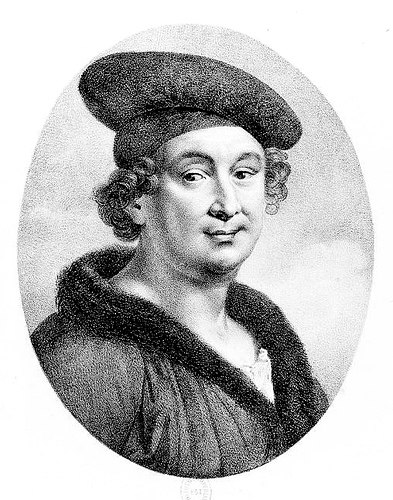
Modern fantáziaportré a költőről

Villon nem újított akkorát kora költészetének formáján, mint inkább a középkori költészet témáinak kezelési módján, amiket nagyon jól ismert, és amelyeket saját személyiségével színesített. Így aztán éppen az ellenkezőjét kölcsönözte a lovagi költészet lényegéből, megfordította az elfogadott értékrendet azzal, hogy akasztófára ítélt csavargókat ünnepelt, szándékosan alkalmazta a burleszkbe vagy bujaságba hajló leírásokat, és több nyelvi újítást hajtott végre. Ugyanakkor az a szoros kapcsolat, amelyet Villon saját élete és költészete között megteremtett, oda is vezetett, hogy a költő hagyta eluralkodni verseiben a szomorúságot és bánatot. A főművének tekintett Testamentum (1461–1462) az 1456-ban írt, Kis Testamentum-nak is nevezett Hagyaték egyenes folytatásaként értelmezhető. Ez a 2023 sor hosszúságú vers tele van a halál és a kiúttalanság miatti aggodalommal, valamint koráról alkotott képének, a keserű gúnynak, a kifakadásoknak és a hitbuzgóságnak sajátságos kétértelműséggel megfogalmazott keverékével. Ez a színes elegy teszi Villon életművét patetikusan őszintévé és emeli őt elődei fölé.

### Korának egy költője
Jóllehet Villon témaválasztása egyetemes, le kell szögezni, hogy elsősorban saját korának írt. Költeményei ugyanúgy szóltak a párizsi alvilág nyomorúságos páriáihoz, mint a hercegekhez, akik oltalmukba fogadták őt.
Formális nézőpontból tekintve nem látszik újítónak, vagy sajátos kifejezésformát használónak, inkább számos, már létező irodalmi stílust alkalmazott, dolgozott át. Csakhogy e kérdést történelmi összefüggésekben kell vizsgálni. Intellektuális nézőpontból a középkorban a beszéd vagy írás kódolása, illetve a szimbolika használata néha sokkal fontosabb volt, mint maga a mondanivaló. Az irodalomban – a többi művészeti ághoz hasonlóan – a műveknek követniük kellett e sztereotípiákat, amelyek a közös kultúrához tartoztak, és lehetővé tették az olvasóknak, hogy egységes olvasmányszerkezettel találják magukat szembe.
Az érintett témákat illetően sem tett Villon nagy eredetiségről tanúbizonyságot. A halál, öregség, igazságtalanság, viszonzatlan vagy fájdalmas szerelem, sőt a börtön rettenetei is megtalálhatók a középkori irodalom klasszikus témái között.
Akkor hát mi különbözteti meg Villont kortársaitól?

### Egy különleges élet műve
Ha az érintett témák ugyan klasszikusak is, kevés szerző élte át azokat ennyire közelről és – anélkül, hogy könnyű utat jártak volna be – a legtöbbjük elég gyorsan beépült a hűbérurak udvartartásába, kivéve a királyság olyan nagyjait, mint például Charles d’Orléans, aki túszként önmaga is hosszú száműzetésben élt, de „aranykalitkában”. Ami Villont illeti, pincék mélyén tengette életét, koldusok, banditák és prostituáltak között. Többször került börtönbe és valóban megérintette a halál szele.
Harmincadik életévében, e kalandos élettől, bebörtönzésektől, kínzásoktól, kegyvesztésektől kimerülten írta meg Testamentum-át. Ez a kicsapongó élet adja verseinek a mélységét és megható őszinteségét, annál is inkább, mert – tudatosan vagy nem – ebben látjuk Villon életének tragikus rövidségét.
Beszédének intenzitásán felül, a vállalt önéletrajzi karakter az, ami radikálisan megkülönbözteti Villon életművét a középkor irodalmi termésétől – még ha a tények hitelességét fenntartással is kell fogadnunk. A kortársak és elődök kétségkívül rendszeresen használták az egyes szám első személyt, azonban az „én” mindig visszafogott, elmosódó volt – az előadó, a narrátor elfedte a szerzőt. Nagyon gyakori például, hogy az előadó egy álmot mesél el, s a cselekményt abban bonyolítja. Ez az eljárás a cselekményt és a szerző valódi személyiségét ködbe burkolja, „képzeletbeli” helyzetet teremt, amely távol tartja az olvasót. Az így előállt cselekmény a cselekményben állapot viszonylagossá teszi az „én” jelentőségét. Ezzel szemben Villon a Hagyaték megírásakor a hangsúlyt az őszinteségre és a tudatos ébrenlétre helyezi és a Hagyaték végén használja az álomba merülést, hogy aztán jót mulathasson az olvasón, mivel ez a feltételezett, álmodott cselekmény valójában sokkal konkrétabb, mint ahogyan az a szövegből kiolvasható… Sőt: a Villon által használt „én” erős és nagyon konkrét. Ott, ahol mások azt mondják: „azt hallottam, hogy…” vagy „azt álmodtam, hogy…”, Villon határozott akar lenni: „azt mondom, hogy” és „azt gondolom, hogy”.
Villon tehát felhasználta az irodalmi hagyatékot, kisajátította, majd kiforgatta azt, hogy saját személyiségének és lelki állapotának szócsövévé tegye.

### Hagyaték
A Hagyaték a költő ifjúkori műve (1457), amely negyven, nyolcsoros, soronként nyolc szótagos versszakból áll, s amelyben egy játékos, néha diákos Villont láthatunk, aki sorolja többé-kevésbe flúgos, azonban minden esetben nyers és mulatságos „adományait” vagy „hagyatékát”, melyeket ellenségeinek szán. Kedvenc céltáblái a hatóságok, a rendőrség, a túlságosan is jól táplált egyházi személyek, a polgárok, az uzsorások, azaz a diákok és proletárok örök céltáblái. A költeményben több, ismert irodalmi műfajt is szerepeltet: látva a körülményeket (indulás Anger-be), valamint a trubadúrok lovagi szerelemmel kapcsolatos motívumainak felhasználását, minden bizonnyal egy „elbocsátó szép üzenetről” van szó, melyben a gáláns költő elhagyja a hölgyet, aki miatt oly sokat szenvedett. Ugyanakkor egyfajta hagyatékról is szó van, erősen emlékeztetve Eustache Deschamps irodalmi örökül hagyásaira, melyekkel a 14. század végén mindenféle hivatalos dokumentumot parodizált. Az utolsó versszakban végül is Villon visszatér a megszokott fordulathoz: a költő egy álmában megtörtént eseményt mesél el. „Elbocsátó szép üzenet”, szatirikus testamentum és ironikus álomba merülés: a Hagyaték-ban mindhárom megtalálható.
A vers mindenekelőtt Villon barátainak és ivócimboráinak szól, hemzseg a ma már megfejthetetlen nyílt és burkolt célzásoktól, de amelyeken annak idején minden bizonnyal nagyot nevettek társai. Úgy tűnik, volt sikere, hiszen ő maga panaszolja több alkalommal is a Testamentum-ban, hogy műve hibás címekkel forog közkézen.

### Testamentum

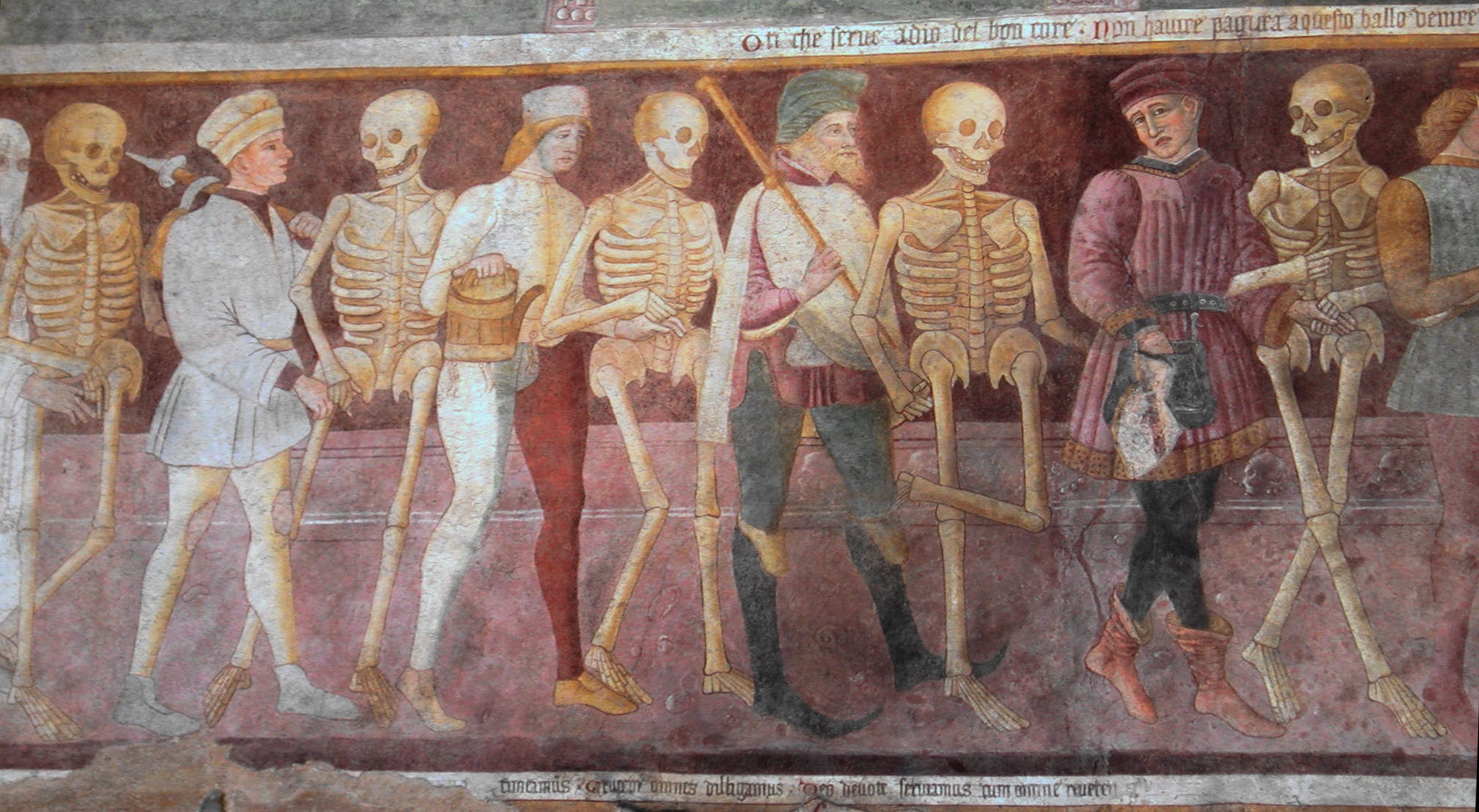
Haláltánc (freskórészlet), XV. sz., Oratorio dei Disciplini, Bergamo

A Testamentum sokkal kevésbé egységes mű, mint a Hagyaték. Ha vissza is tér egy jogügylet paródiájához, az csupán gerincét képezi a 173, eléggé csapongó témájú, az igazságtalanságról, az idő múlásáról, a halálról és a bölcsességről szóló nyolcsoros versszak, valamint több hagyatékként tálalt önálló vers együttesének. Ismét találkozhatunk a Villont jellemző játékos, vitriolos nyelvezettel, az időnként fekete, árnyalt, máskor keményen tréfálkozó, vaskos humorral. A Testamentum minden bizonnyal névjegyül szolgált, mellyel a költő tudásának tárházát kívánta bemutatni, és egy majdani esetleges mecénás figyelmét magára vonni. A szövegek ismét egykori társaihoz, azaz akkortájt a Sorbonne-on kiművelt, de szűkölködők tömegéhez szólnak.
A Testamentum lett Villon főműve, a kései középkor francia irodalmának vitathatatlanul legszebb verseivel.

### Az akasztottak balladája
Az Epitaphium, melyet Villon szerzett magának és társainak, midőn akasztásukat várták, közismertebb címén Az akasztottak balladája François Villon legismertebb költeménye, a leghíresebb francia nyelvű versek egyike. Az irodalomtörténészek általában egyetértenek abban, hogy e vers akkor született, amikor Villont a Ferrebouc-ügy miatt bebörtönözték, azonban ez egyáltalán nem bizonyított. A vers rendkívül eredeti: hátborzongató részletek hangsúlyozásával maguk a halottak szólnak az élőkhöz, együttérzésre, keresztényi könyörületességre szólítva fel őket. A cím ugyanakkor hatástalanítja is e sokkoló hatást. Az első verssor – „Testvéreink, kik még e földön éltek” – a mához is szólva idézi fel ezt az érzelmi erőt: az akasztottak Villon által elképzelt hangja átlép az idő és a halál korlátjain.

### Négysoros versezet
A Négysoros versezet a szegény Villon bitófájára akkor született, amikor a költő még nem nyújtott be fellebbezést és fáradtan-fásultan az akasztásra várt. Ez a négy, nyolcszótagos verssor kvintesszenciáját adja Villon egész művészetének, kétségbeesettségének, az idő múlása és a halál miatti ádáz dühének, ugyanakkor a mindig jelenlévő humorának és élénk szellemének. Többen lefordították magyarra.
| Je suis François, dont il me poise Né de Paris emprès Pontoise Et de la corde d’une toise Saura mon col que mon cul poise | Francia voltam – megbántam nagyon – Párizs szült, ott, hol Pontoise vagyon. Egy jó öles kötéllel nyakamon, Immáron seggem súlyát latolom. |

1. sor
A négysoros vers szójátékkal indul: a „François” akkoriban jelenthetett „Ferencet”, de „franciát” is; Villon e kettős jelentést kettős sorscsapásként tálalja. Az egyik esetben saját személye az, ami nyomasztja, elrontott élete és szenvedése: nyomorultan élt, és így is készül a halálra. A másik teher nemzetisége. Bár egyik cinkostársa, Robin Dogis sokkal érintettebb volt a Ferrebouc-gyilkosságban, szavojai lévén perét nem gyorsított eljárásban folytatták le, sőt novemberig vártak azzal, amikor is a szavojai herceg párizsi látogatása alkalmából kegyelmet kapott.
2. sor
A városok közötti nagysági sorrend természetesen fordított; Pontoise, amely itt Párizsnál jelentősebb településként szerepel, nem véletlenül, vagy a rím kedvéért került a versbe. Ez a város választékos, kifinomult nyelvéről volt híres. Szembeállítása a nagyságrendekkel nagyobb, nyelvében azonban romlottabb fővárossal egyértelműen a tréfa kedvéért történt. Jean Dufournet francia irodalomtörténész még hozzáteszi, hogy a jogi ügyek tekintetében Pontoise függött a párizsi ítélőszéktől, ezért a végkövetkeztetés keserű: bármilyen is a városok sorrendje, Villon csapdába került, nem kerülheti meg sem az ítélőszéket, sem annak ítéletét.
3. és 4. sor
Mindkettő világos és egyértelmű, rejtett gondolatot nem tartalmaz, a verselés szempontjából viszont csodálatraméltó. Először az első két sorral egybevágó abszolút végrím (…oise) szökik szembe, majd a que (amit) szócska köré szimmetrikusan elhelyezett mon col (nyakam) és mon cul (seggem) alliteráció és groteszk asszonánc. Ugyancsak asszonánc figyelhető meg a corde (kötél) és a col szavak között. Mindezek a ritmus gyorsulását eredményezik: kifinomult nyelvezetével és majdnem hivatalos tartalmával az első két verssor előkészíti a következő két sort, amelyek aztán felfedik a tréfát, és köznyelvi, sőt argóhoz közelálló fordulatot használva (corde d’une toise – öles kötél) jutnak el a negyedik sor végi vulgáris cul csattanójához.

## Hatása
Az első Villon-kötetet 1489-ben adták ki nyomtatásban, melyet számos más kiadás követett. Az utolsó kortársnak nevezhető kiadás Clément Marot szerkesztése 1533-ban, melyet egy évre rá újranyomattak. Erre az időre a villoni legenda gyártása már befejeződött, ismertsége a reneszánsz korszak végén alábbhagyott és csak a 18. században kezdenek újra érdeklődni a költő után. A romantika kora fedezi fel ismét és adja neki az „első elátkozott költő” címet. Különösen nagy hatással volt a német expresszionista költőkre. Számos nyelvre lefordították, s mivel gondolatai egyetemesek, képesek átlépni az idők és kultúrák közötti korlátokat, Villon nemzetközi elismertséget szerzett. Nevéhez kötődik sok közmondás és szállóige például a „Hol van már a tavalyi hó” is.
Magyarországon Szász Károly kezdte el magyarra átültetni Villon költeményeit 1878-ban. A 20. században több magyar költőnagyság is készített fordítást, így Faludy György, Illyés Gyula, József Attila, Kálnoky László, Kosztolányi Dezső, Szabó Lőrinc, Tóth Árpád, Vas István, Weöres Sándor stb; a teljes életmű magyarítását azonban – beleértve a zsargonban írt versciklust (Hadova és hamuka I-IX.) is – Mészöly Dezső készítette el 1966-ban.

### Színházművészet
- Bertolt Brechtet Villon ihlette a Koldusopera megírására;
- Élete ihlette Justin Huntly McCarthy If I were King című négyrészes művét, melyet 1901-ben mutattak be a Broadwayn ;
- Rudolf Friml 1925-ben írt musicalének (The Vagabond King) vélhetőleg egy Villonról írt angol nyelvű regény volt az ihletője.

### Filmművészet
- Charles Giblyn 1914-ben forgatott filmet Villon életéről The Oubliette címen;
- Ugyancsak ő 1914-ben elkészítette ennek folytatását is The Higher Law címmel;
- If I were King címmel forgatott filmet 1920-ban J. Gordon Edwards, az azonos című darab alapján;
- The beloved rogue – rendező: John Barrymore (1927) ;
- Le roi des vagabonds – rendező: Ludvig Berger (1930) ;
- If I were King – rendező: Frank Lloyd (1938) ;
- François Villon – rendező: André Zwoboda (1945).

### Dal
- Georges Brassens francia költő, zeneszerző, előadóművész nagy csodálója volt Villonnak. Ballada a hajdan volt hölgyekről című költeményét meg is zenésítette.
- A Kaláka együttes egész nagylemezt készített Villon megzenésített verseiből (1988).
- Előadásaiban Földes László (Hobo) rendszeresen tolmácsol Villon-verseket. Az akasztottak balladája címmel önálló est keretében dolgozta fel a költő utolsó óráit.
- A Bordély Francois Együttes Archiválva 2007. március 31-i dátummal a Wayback Machine-ben több Faludy- és József Attila-átköltést zenésített meg és ad elő koncertjein.
- Ossian – Ballada a Senki fiáról (Faludy György fordítása)
- Huzella Péter, Mácsai Pál – Befogad és kitaszít a világ (Villon versei és balladái)

### Egyéb
- 1887-ben Auguste Rodin A pokol kapuja motívumaként megformázta Villon egyik kitalált alakját, a kesergő „hajdanszép csiszárnét”:

| « […] C'est d’umaine beaulté l'yssue ! Les bras cours et les mains contraites, Les espaulles toutes bossues; Mamelles, quoy ! toutes retraites; Telles les hanches que les tetes. Du sadinet, fy ! Quant des cuisses, Cuisses ne sont plus, mais cuissetes, Grivelées comme saulcisses. Ainsi le bon temps regretons Entre nous, povres vielles sotes, Assises bas, à crouppetons, Tout en ung tas comme pelotes, A petit feu de chenevotes Tost allumées, tost estaintes; Et jadis fusmes si mignotes ! … Ainsi emprent à mains et maintes. » | ”[…] Emberi szépség – ez a végzeted! A kar s a kéz is összeszáradt; A váll legörnyedt, ösztövér lett; A mell, csípő s a többi tájak Mind ráncosak, aszottra váltak… Fuj, régi kertje ott az ölnek!… Hisz már a comb is vézna, vánnyadt, S mint száraz kolbász, csupa göcs lett. Így emlékszünk a jobb napokra - Mindegyre ez a nóta járja… Gubbasztunk földön kuporogva, Mint gombolyag a sutba vágva. Nézünk, nézünk a rőzselángba, Amely kihúny, alig hogy éledt… Be szépek voltunk hajdanában! - Akárki voltál – ez a véged!” |

## Emlékezete

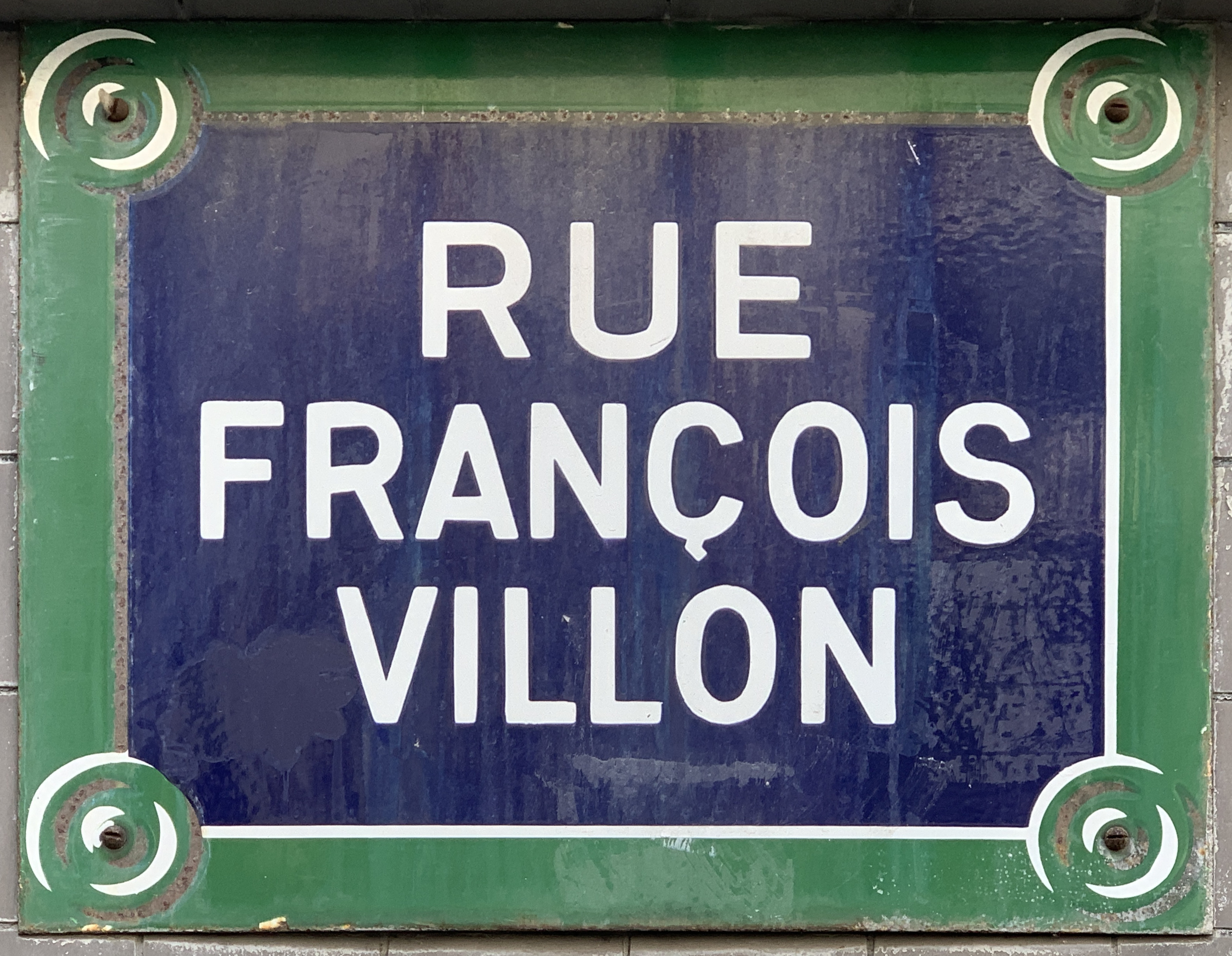
Párizs 15. kerületének utcatáblája

Franciaországban tiszteletére több városban is utcát neveztek el róla, például Párizs 15. kerületében és Lyonban is. 1946-ban a Francia Posta a francia emberek sorozat tagjaként 2̝+1 frankos postabélyeget bocsátott ki emlékére. 1963-ban adták át a hollandiai Utrechtben egész alakos szobrát. Köpenyben, kezével csípőjén, jobbjában papírtekerccsel ábrázolta Marius van Beek holland szobrász. A talapzat gránitból, Villon alakja bronzból készült. A költőnek az a portréja inspirálta az alkotást, amely műveinek legrégebbi 1489-es kiadásaiban látható.

## Forrásművek és bibliográfiák
Egyetlen Villonnak tulajdonított történeti forrás sem tartalmazza összes költeményét, sőt a különböző dokumentumok egyes versek tekintetében kisebb eltéréseket mutatnak, ami Clément Marot 1533-as első kritikai kiadása óta arra kényszeríti a szerkesztőket, hogy hosszas válogató, összehasonlító és – a még ma is fel-felbukkanó, Villonnak tulajdonított versekkel kapcsolatos – döntnöki munkát végezzenek.

### Kéziratok
- Párizs – Bibliothèque Nationale, Charles d’Orléans önéletrajzi kézirata (1458) (nyilvántartási száma: ms. fr. 25458): Villon éneke a Blois-ban hirdetett költői versenyre, valamint A börtönből szabadult Villon Orléans-i Mária születése napjára szerzett hálaadó éneke II..
- Párizs – Bibliothèque Nationale, a Hagyaték nem teljes változata 1464 után (ms. fr. 1661)
- Párizs – Bibliothèque Nationale, a volt tulajdonos neve után „Coisil-kéziratnak” nevezett gyűjtemény 1464 utánról (ms. fr. 20041): a Hagyaték és a Testamentum nem teljes változata, valamint négy egyéb vers;
- Párizs – Bibliothèque de l'Arsenal, 15. századvégi kézirat (ms. fr. 3523): a Hagyaték és a Testamentum nem teljes változata, valamint a A Sors intése Villonhoz.
- Berlin, Deutscher Nationalbibliothek, „Rohan daloskönyv” 1475 körül (ms. 78 B 17): a Testamentum három költeménye és két egyéb vers.
- Stockholm, Kungliga biblioteket är Sveriges nationalbibliotek, a volt tulajdonos neve után „Fauchet-kéziratnak” nevezett gyűjtemény 1477 után (ms. V.u.22): a Hagyaték és a Testamentum nem teljes változata, valamint hat egyéb és öt zsargonban írt vers.

### Nyomtatott könyvek
- François Villon, Le grant testament villon et le petit. Son codicile. Le iargon et ses ballades, Pierre Levet, Párizs, 1489, melyet Villon első, a Hagyaték és a Testamentum nem teljes változatát, valamint öt egyéb és hat zsargonban írt verset tartalmazó kiadásának tekintenek;
- Le Jardin de Plaisance et Fleur de de rethoricque, antológia, Antoine Vérard, Párizs, 1501 : a Testamentum énekei, valamint hat egyéb vers.

## Villon műveinek időrendi jegyzéke
Ez a lista teljességre törekszik, de időről időre kétség merült fel vele kapcsolatban, mivel egyesek kivennének belőle verseket, míg mások éppen ellenkezőleg, „újabb” előkerült művekkel szeretnék kiegészíteni. Mindenesetre a Villon-kutatók többsége ezzel a listával ért egyet; ezt vette alapul a munkásságát nagyrészt a francia „elátkozott költő” életművének szentelő Mészöly Dezső is A teljes Villon című verseskötetéhez.
A felsorolt műveket Gert Pinkernell német irodalomtörténész szedte időrendbe. Leginkább a költő Vendôme-ba történt bizonyított megérkezését követően tűnik koherensnek. Egyes művek nincsenek pontosan bedátumozva, ezért Villonnak a Testamentumba szánt, címmel ellátott versei, annak végén kerültek felsorolásra, még ha vélhetően előbb születtek is meg. A magyar címek Mészöly jelzett kötetéből származnak, a francia címek esetében Claude Thiry belga irodalomtörténész szerkesztésében és magyarázataival megjelent Poésies complètes kötet az irányadó.
- Kiforgatott igazságok éneke (Ballade des contre vérités) (1455 ? – 1456 ?, Párizs)
- Hagyaték I-XL.[26] (Le Lais) (1457, Párizs)
- A börtönből szabadult Villon Orléans-i Mária születése napjára szerzett hálaadó éneke I. (Épître à Marie d’Orléans) (1458 eleje, Blois)
- A börtönből szabadult Villon Orléans-i Mária születése napjára szerzett hálaadó éneke II. (Double ballade) (1458 eleje, Blois)
- A börtönből szabadult Villon Orléans-i Mária születése napjára szerzett hálaadó éneke II. (Ballade franco-latine) (1458 eleje, Blois)
- Villon éneke a Blois-ban hirdetett költői versenyre (Ballade des contradictions) (1458 eleje, Blois)
- Bölcs mondások éneke (Ballade des proverbes) (1458. október–november, Vendôme)
- Kérdések kérdése (Ballade des menus propos) (1458. október–november, Vendôme)
- Levél a börtönből (Épître à mes amis) (1461 nyara, Meung-sur-Loire)
- Disputa Villon teste és szíve között (Débat du cuer et du corps de Villon) (1461 nyara, Meung-sur-Loire)
- Ének azok ellen, kik a Frank Királyságra fenekednek (Ballade contre les ennemis de la France) (1461 vége, Meung-sur-Loire)
- Levél Bourbon hercegéhez (Requeste au prince) (1461 vége, Meung-sur-Loire)
- Testamentum I-CLXXIII.[28] (Le Testament) (1461). Tartalmazza:
  - Ének a hajdanvaló hölgyekről (Ballade des dames du temps jadis)
  - Ének a hajdanvaló urakról (Ballade des seigneurs du temps jadis)
  - Ének eleink beszéde szerént (Ballade en vieux langage françois)
  - A hajdanszép csiszárnénak vénségén való siralma (Les regrets de la Belle Heaulmière)
  - Ének, melyet a hajdanszép csiszárné mond a széplányoknak (Ballade de la Belle Heaulmière aux filles de joie)
  - Ének a szerelemről (Double ballade sur le mesme propos)
  - Ének, melyet Villon anyja kérésére szerzett, hogy azzal könyörögjön Mi Asszonyunkhoz (Ballade pour prier Nostre Dame)
  - Villon éneke a szeretőjéhez (Ballade à s'amie)
  - Rondó (Lay ou rondeau de la mort)
  - Könyörgő ének néhai Jean Cotart lelki üdvéért (Ballade pour Jean Cotart)
  - Ének, melyet Villon egy újházas nemes úrnak szerzett (Ballade pour Robert d’Estouteville)
  - Ének avagy recipe (Ballade des langues ennuieuses)
  - Franc Gontier letorkolása (Les Contredits de Franc Gontier)
  - Ének a párizsi nőkről (Ballade des femmes de Paris)
  - Ének Villonról és a Duci Margóról (Ballade de la Grosse Margot)
  - Jámbor lecke, melyet Villon tart a veszendő férfiúknak (Belle leçon aux enfants perdus)
  - Ének avagy jó tanács a rosszéletűeknek (Ballade de bonne doctrine)
  - Rondó (Rondeau ou bergeronnette)
  - Ének, amelyben Villon bocsánatot kér mindenkitől (Ballade de merci)
  - Rondó (Rondeau)
  - Búcsúzó ének (Ballade de conclusion)
- Ének, avagy jó tanács (Ballade de bon conseil) (1462, Párizs)
- A Sors intése Villonhoz (Ballade de Fortune) (1462, Párizs)
- Hadova és hamuka I-IX. (Ballades en jargon[42]) (1462, Párizs)
- Epitaphium, melyet Villon szerzett magának és társainak, midőn akasztásukat várták (L'épitaphe Villon ou Ballade des pendus) (1462 vége, Párizs)
- Négysoros versezet… (Quatrain) (1462 vége, Párizs)
- Hálaadó ének a felséges Kúriához (Louanges à la cour) (1463. január, Párizs)
- Üzenet Garnier börtönparancsnok úrnak (Question au clerc du guichet) (1463. január, Párizs)

## Magyarul
- A szegény Villon tíz balladája és A szép fegyverkovácsné panasza; ford. Szabó Lőrinc; Bisztrai Farkas Ferencz, Bp., 1931
- Kis testamentum és más versek; ford. Térey Sándor; Lampel, Bp., 1936
- Villon balladái; Faludy György átköltésében; Officina, Bp., 1937
- François Villon Nagy Testámentuma; ford. bev., jegyz. Szabó Lőrinc; Singer-Wolfner, Bp., 1940
- François Villon Nagy testamentuma; ford. Vas István, tan. Honti János; Officina, Bp., 1940 (Kétnyelvű klasszikusok)
- A szegény Villon tíz balladája és A szép fegyverkovácsné panasza; ford. Szabó Lőrinc; Singer-Wolfner, Bp., 1940
- Villon Testamentuma; ford. Mészöly Dezső; Keresztes, Bp., 1943
- François Villon Nagy testámentuma; 2. bőv. kiad.; ford., bev., jegyz. Szabó Lőrinc; Uj Idők Irodalmi Intézet, Bp., 1944
- A nagy testamentum; ford., bev., jegyz. Vas István; 4. átdolg. kiad.; Franklin, Bp., 1950
- Villon összes versei; ford. Illyés Gyula et al., bev. Gyergyai Albert, szerk., jegyz. Szegi Pál; Európa, Bp., 1957
- Mészöly Dezső: Villon és a többiek; Magvető, Bp., 1966
- A kis testamentum; ford. Kálnoky László; Kossuth Ny., Bp., 1983
- Csavargó énekek. Villon balladái és versei; ford. Faludy György et al.; Interpopulart, Szentendre, 1993 (Populart füzetek)